# Приговор Франтишеку Клосу
«Приговор Франтишеку Клосу» (пол. Wyrok na Franciszka Kłosa) — польский художественный телевизионный фильм 2000 года режиссёра Анджея Вайды. Экранизация одноимённой повести Станислава Рембека.

## Сюжет
Франтишек Клос — польский полицейский. Когда немцы заняли страну, он остался работать в полиции. Надо зарабатывать на хлеб, а полицейский это профессия как и любая другая. Клос вынужден выполнять приказы гитлеровцев, поэтому он участвует в поимке польских подпольщиков и евреев. Когда приказывают — расстреливает их. Поэтому он приговорён к смерти патриотами из польского подпольного государства. Клос в страхе, начинают погибать его близкие и знакомые, которые были также приговорены к смертной казни…

## В ролях
- Мирослав Бака — Франтишек Клос, полицейский
- Гражина Бленцкая-Кольская — жена Франтишека
- Майя Коморовская — мать Франтишека
- Ивона Бельская — Срочына
- Бартош Обухович — Метек Срока
- Кшиштоф Глобиш — Жондек
- Лукаш Гарлицкий — молодой Фанфара
- Павел Круликовский — священник
- Артур Жмиевский — Ашель
- Эдвард Жентара — Швутке
- Томаш Дедек — Курш